# Wyeomyia nigritubus
Wyeomyia nigritubus is een muggensoort uit de familie van de steekmuggen (Culicidae). De wetenschappelijke naam van de soort is voor het eerst geldig gepubliceerd in 1951 door Galindo, Carpenter & Trapido.